# Doodler
Doodler ("scarabocchiatore" in inglese), o anche Black Doodler, è un serial killer statunitense rimasto sconosciuto responsabile di 14 uccisioni e 3 aggressioni ai danni di persone gay a San Francisco, California, tra gennaio 1974 e settembre 1975. Il soprannome è dovuto al fatto che aveva l'abitudine di disegnare bozzetti delle sue vittime prima di avere rapporti sessuali con loro e poi pugnalarle a morte. Incontrava le sue vittime in locali notturni, bar e ristoranti per gay.

## Storia
Doodler avrebbe ucciso tra le sei e le sedici persone in poco più di un anno, accoltellandole. Tutte le vittime erano uomini bianchi e omosessuali. Il sospetto venne descritto come un uomo di colore tra i 19 e i 25 anni. Era alto circa un metro e ottanta, con una corporatura snella. Si ritiene che Gerald Earl Cavanagh, immigrato canadese-americano, sia stato la prima vittima di Doodler. Aveva 49 anni. Il suo corpo senza vita venne ritrovato il 24 gennaio 1974, disteso a faccia in su su Ocean Beach a San Francisco, California, nelle prime ore del mattino.
Joseph Stevens fu scoperto il 25 giugno 1974 da una donna che camminava lungo il lago Spreckels a San Francisco. Stevens aveva 27 anni. Klaus Christmann, immigrato tedesco-americano, venne trovato da una donna che portava a spasso il cane il 7 luglio 1974. Christmann, a differenza delle precedenti vittime, era sposato e aveva figli. La polizia ritenne che vivesse in segreto la propria omosessualità, avendo con sé del trucco.
Frederick Elmer Capin, 32 anni, fu scoperto il 12 maggio 1975 a San Francisco. Aveva servito nella Marina degli Stati Uniti, in Vietnam. Harald Gullberg, 66 anni, era un immigrato svedese-americano, trovato il 4 giugno 1975 in evidente stato di decomposizione circa due settimane dopo la sua morte, a Lincoln Park. Nel gennaio del 2022, come detto, la polizia di San Francisco ha identificato una sesta vittima: Warren Andrews, avvocato assassinato a Land’s End nell’aprile del 1975. Aveva 52 anni. Prima di ucciderle, si ritiene che Doodler abbia fatto sesso con tutte le sue vittime.

## Indagini
La polizia interrogò un giovane sospettato degli omicidi, ma non riuscì a ottenere prove per accusarlo perché tre persone sopravvissute alla sua aggressione non volevano rivelare la propria omosessualità testimoniando pubblicamente in corte. Il sospetto parlò apertamente con la polizia, ma non ammise gli omicidi.
L'attivista gay Harvey Milk espresse pubblicamente la propria vicinanza ai sopravvissuti che rifiutarono di aiutare gli inquirenti per non rivelare la propria omosessualità, constatando "Capisco la loro posizione. Rispetto la pressione che la società esercita su di loro". Da allora non è mai stato rivelato il nome del sospettato, e sul caso sono disponibili poche informazioni.